# 马尼古玛
马尼古玛，马来西亚政治人物，公正党籍，曾经于2009年补选中当选为吉打州立法议会武吉士南卯州议员。曾经于2009年8月至2013年担任吉打州行政议员。

## 政治生涯
2009年4月7日，15名候选人角逐武吉士南卯州席，最终代表民联公正党获得1万2千632张票，以2千403张票获胜，成功当选为吉打州立法议会武吉士南卯州议员。